# Wiślina
Wiślina (kaszub.Wislënô, niem. Hochzeit) – wieś w Polsce położona w województwie pomorskim, w powiecie gdańskim, w gminie Pruszcz Gdański na obszarze Żuław Gdańskich przy drodze wojewódzkiej nr 226.
Prywatna wieś szlachecka położona była w drugiej połowie XVI wieku w powiecie gdańskim województwa pomorskiego. W latach 1975–1998 miejscowość administracyjnie należała do województwa gdańskiego.
Miejscowość jest siedzibą rzymskokatolickiej parafii Niepokalanego Serca Najświętszej Maryi Panny, należącej do dekanatu Żuławy Steblewskie w archidiecezji gdańskiej.

## Historia
Wieś powstała prawdopodobnie w II połowie XII wieku. Pierwsza wzmianka o miejscowości Vyslina znajduje się w dokumentach z czasów książąt pomorskich, gdzie jest wymieniona obok 20 innych wsi tzw. Żuław Małych, tj. Gemelcze (Giemlice), Ossize (Osice), Grabino (Grabiny), Vrunthy (Wróblewo), Uthetino (Trutnowy), Szunowo (Stanisławowo), Oteslave (Wocławy), Bystra.
Pierwszą dokładną datą dotyczącą wsi jest rok 1308. Jest to data aktu nadania przez króla polskiego Władysława Łokietka wsi Osice, Suchy Dąb, Wiślina, Wocławy, Wróblewo, Trutnowy i Bystra synom Unisława z Lublewa Janowi – podkomorzemu tczewskiemu i Jakubowi – kasztelanowi tczewskiemu. Unisław był podkomorzym gdańskim i wiernym stronnikiem króla.
W 1310 roku wieś została odkupiona od Jana i Jakuba przez zakon krzyżacki i stanowiła część administracyjną komturii gdańskiej.
W 1425 roku wielki mistrz zakonu Paul Bellitzer von Russdorff nadał wieś Wiślina burmistrzowi Gdańska Gerdowi von der Becke. W dokumencie aktu nadania jest wzmianka o istnieniu we wsi plebanii.
Po 1454 roku wieś jako własność miasta Gdańska przechodzi pod administrację szpitala św. Elżbiety.
W późniejszym okresie wieś często zmienia właścicieli, byli to patrycjusze gdańscy, m.in. rodzina Werdenów (1554), Karl Friedrich von Conradi (1793).
5 września 1708 roku we wsi Mokry Dwór, w miejscu gdzie obecnie znajduje się szkoła w Wiślinie, przebywał król polski Stanisław Leszczyński. Dwa lata później w 1710 roku w tym samym miejscu przebywał król August II Mocny.
Na przełomie XVII i XVIII wieku wieś Wiślina stanowiła część osadnictwa ludności holenderskiej (mennonitów). Do dziś zachowała się dzwonnica przycmentarna z 1792 roku.
W roku 1813 w okolicach wsi dochodziło do potyczek wojsk napoleońskich stacjonujących w twierdzy Gdańsk z Rosjanami. Na terenie obecnego cmentarza znajdowała się zbiorowa mogiła żołnierzy francuskich (przeniesienia szczątków mogiły dokonano po II wojnie światowej).
W 2012 doszło do rozbudowy szkoły podstawowej.

## Zabytki
Według rejestru zabytków NID na listę zabytków wpisane są:
- drewniana brama-dzwonnica z 1792, nr rej.: 675 z 27.10.1973
- drewniany dom nr 33 (dec. 34) z 1830, nr rej.: 677 z 27.10.1973.

Brama-dzwonnica znajduje się przy byłym cmentarzu mennonickim (obecnie katolicki). Wybudowana została w 1792 r. przez niejakiego Jakuba Jentzena, a jej fundatorem był sołtys Dziewięciu Włók. Wieża jest drewnianym obiektem o konstrukcji słupowej oszalowanej deskami. Parter posiada dwie pary dwuskrzydłowych wrót z otworami bramnymi w kształcie półkola. Czterospadowy dach zwieńczony iglicą z chorągiewką. Wewnątrz na czterech słupach konstrukcyjnych dobrze zachowane napisy fundacyjne. W 2006 poddana remontowi.